# المحوالة (حجة)
المحوالة هي إحدى قرى الجمهورية اليمنية. وهي تتبع جغرافيًا لمحافظة حجة. وإداريًا لمديرية افلح الشام. يبلغ تعداد سكانها 4822 نسمة حسب الإحصاء الذي جرى عام 2004.